# 约瑟夫·哈里斯
约瑟夫·哈里斯（英語：Joseph Harris，1912年10月2日—1974年），加拿大男子赛艇运动员。他曾代表加拿大参加1932年和1936年夏季奥林匹克运动会赛艇比赛，其中1932年奥运会获得一枚铜牌。